# Oratorio della Confraternita dei Bianchi dei Santi Francesco e Matteo
L'Oratorio della Confraternita dei Bianchi dei Santi Francesco e Matteo è un luogo di culto storico di Napoli; si erge nel centro storico in vico lungo San Matteo, sulla destra della omonima chiesa.

## Storia e descrizione
La confraternita venne fondata, con apposito atto notarile, nel 1557 nel Complesso di Santa Maria della Concordia, dove ebbe il patronato su una cappella laterale della chiesa e su due vani dell'ipogeo. Nel maggio 1598 la confraternita si spostò nella chiesa di San Francesco (nel cuore dei Quartieri Spagnoli) a causa di dissidi con l'Ordine di Santa Maria della Vita, proprietaria del sopracitato Complesso della Concordia. In quello stesso anno però il Cardinale Alfonso Gesualdo  rese la sopracitata chiesa di San Francesco parrocchiale e quindi la Confraternita decise di costruire un proprio oratorio, situato accanto a essa, costruito su di un suolo appartenuto al principe Spinelli di Cariati e completato nel 1606. Nel XVIII secolo e nel XIX secolo la struttura andò incontro a delle  modifiche che cancellarono la volta affrescata da Paolo De Matteis di cui ci parla il Sigismondo (a pagina 162). Nel corso della prima metà del XIX secolo fu totalmente rinnovata dall'architetto regio Francesco Jaoul.
La facciata, in stile neoclassico, è divisa in due ordini, è sormontata da un timpano triangolare e ha delle leggere decorazioni in stucco. Dietro il portale una scala in marmo (detta santa) porta alla cappella dell'oratorio dall'unica navata. Un ambiente che la precede ospita dentro una nicchia un pregevole Ecce Homo ligneo del maestro settecentesco Giuseppe Sarno.
Sopra l'ingresso vi è la cantoria e oltre esso ci si imbatte subito in una teca rettangolare, posizionata sul pavimento, che ospita uno splendido Cristo Morto ligneo settecentesco di ignoto autore. In fondo all' aula vi è l'altare maggiore, sopra il quale una nicchia, sormontata da un timpano triangolare, accoglie un San Matteo in legno dipinto e dorato, ritenuto di Nicola Fumo. Sui secondi altari laterali si ammirano due tele di Odoardo Fischetti, figlio del più famoso Fedele: il Battesimo di Cristo su quello destro e il San Francesco riceve le stimmate su quello sinistro. Mentre sui primi, da un lato è collocata una statua dell'Addolorata e dall'altro un Crocifisso, entrambi lignei e scolpiti da ignoti scultori.
L'oratorio è ottimamente conservato sia esternamente che internamente. Apre di rado.

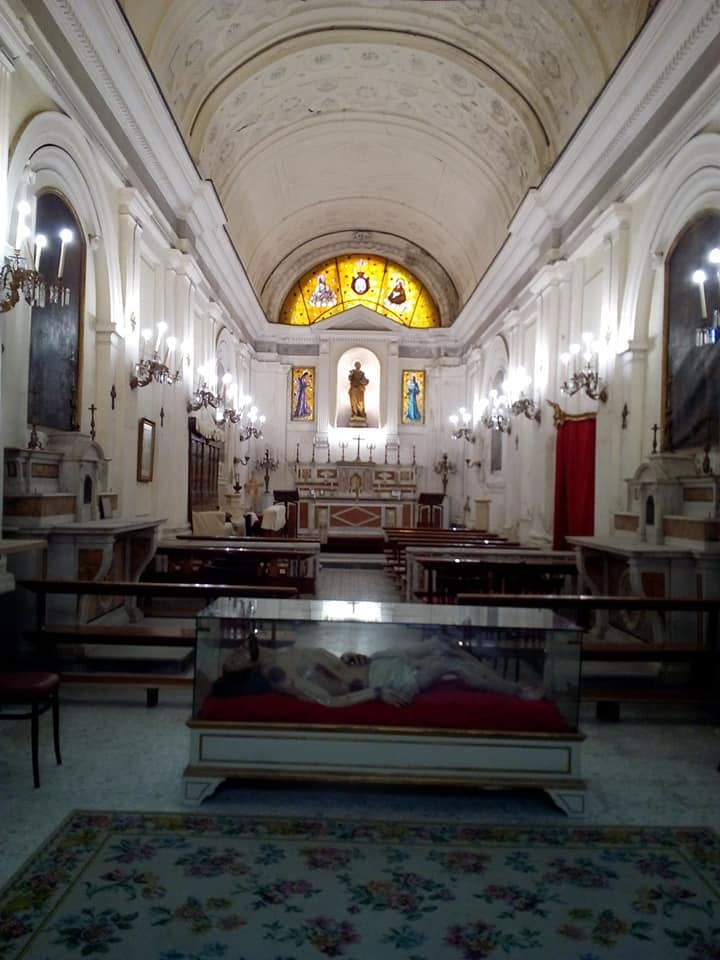
L'interno dell'Oratorio